# Turistická značená trasa 6656
 Turistická značená trasa 6656 je 8,5 km dlouhá žlutě značená trasa Klubu českých turistů v okrese Sokolov spojující Loket s Horním Slavkovem. Její převažující směr je jihovýchodní. Trasa vede územím CHKO Slavkovský les.

## Průběh trasy
Počátek turistické trasy se nachází v Lokti u Goethova pomníku na rozcestí se zde výchozí modře značenou trasou 1447 do Karlových Varů a zde končící zeleně značenou trasou 3645 z Mariánských Lázní, na kterou zde přímo navazuje shodně značená trasa 3646 do Sokolova. Trasa 6656 nejprve klesá k severovýchodu Rooseveltovou ulicí, přechází řeku Ohři a Tovární ulicí stoupá do zalesněných svahů jihovýchodně od města. Ulice postupně přechází v lesní cestu a posléze pěšinu. Nad rozcestím na Kozích hřbetech se napojuje na asfaltovou komunikaci, kterou opouští západně od Zelenáče. Lesní cestou pokračuje stále k jihovýchodu a poté klesá jižním svahem Bukové střídavě loukami a lesíky do Bošířan. Odtud soupá po místní komunikaci k jihovýchodu na rozcestí se zeleně značenou trasou 3661 z Karlových Varů, se kterou poté klesá střídavě jižním směrem do Horního Slavkova, kde na náměstí končí. Přímo zde navazuje rovněž žlutě značená trasa 6659 do Sokolova.

## Historie
- Z rozcestí na Kozích hřbetech vedla dříve trasa západněji po současné asfaltové komunikaci a nevedla současnou kratší a prudší pěšinou
- Trasa nevedla dříve přes střed Bošířan, ale na spodním okraji louky v jižním svahu Bukové se odkláněla po lesní pěšině na jihovýchod, dále vedla po severním okraji další louky k východu k Bošířanskému potoku, podél něj pak k jihu na severovýchodní okraj osady, poté na východ k nedaleké místní komunikaci a po ní k jihu na současné rozcestí U Bošířan.[3]

## Turistické zajímavosti na trase
- Pomník Johanna Wolfganga Goethe v Lokti
- Kaple svaté Anny v Lokti
- Pomník dr. Glükseliga v Lokti
- Kalcinační pec v Lokti
- Veřejné ohniště na Kozích hřbetech
- Bývalé popraviště nad Horním Slavkovem
- Městská památková rezervace Horní Slavkov
- Socha svatého Jana Nepomuckého v Horním Slavkově